# Ingemar Stenmark
Jan Ingemar Stenmark (ur. 18 marca 1956 w Joesjö) – szwedzki narciarz alpejski, trzykrotny medalista olimpijski, wielokrotny medalista mistrzostw świata oraz trzykrotny zdobywca Pucharu świata. Zawodnik klubu Tärna IK Fjälvinden. Uznawany za najlepszego narciarza alpejskiego w dziejach, przez znawców narciarstwa uważany również za największy talent w historii tej dyscypliny.
Wygrywał zawody tylko w dwóch konkurencjach narciarstwa alpejskiego: w slalomie gigancie i slalomie. W przeciągu swojej kariery Ingemar Stenmark ustanowił rekord pod względem wygranych zawodów Pucharu Świata (aktualny w latach 1981–2023) z 86. triumfami (drugi w tej klasyfikacji Austriak Marcel Hirscher zwyciężał 67 razy). W marcu 2023 roku rekord Stenmarka pobiła Mikaela Shiffrin.
Szwed jest ponadto rekordzistą pod względem ilości miejsc na podium w zawodach PŚ, które zajmował w sumie 155 razy (86 zwycięstw, 43 drugich i 26 trzecich miejsc). Drugi w tej klasyfikacji jest Marc Girardelli, który na podium stawał 97 razy. Jest też zawodnikiem, który najczęściej wygrywał zawody PŚ w gigancie (46 zwycięstw) i slalomie (40 zwycięstw). Ponadto Szwed stawał na podium w 41. kolejnych startach w zawodach PŚ (w sezonach 1978/1979-1980/1981) oraz odniósł piętnaście zwycięstw w piętnastu kolejnych zawodach w jednej konkurencji (gigant w sezonach 1978/1979-1980/1981). Jest także rekordzistą pod względem zdobytych Małych Kryształowych Kul za zwycięstwa w klasyfikacjach poszczególnych konkurencji. Szwed zdobył ich 16, po osiem w gigancie i slalomie. Dziewięciokrotnie zdobywał mistrzostwo Szwecji: w slalomie w latach 1974, 1976, 1977, 1978 i 1979 oraz gigancie w latach 1976, 1977, 1978 i 1979.

## Kariera
Ingemar Stenmark zaczął uprawiać narciarstwo alpejskie w wieku 5 lat, trenując w miejscowości Tärnaby. W wieku ośmiu lat wygrał swoje pierwsze zawody krajowe, a od trzynastego roku życia był członkiem reprezentacji Szwecji w kategorii juniorów. W 1974 roku wywalczył złoty medal w slalomie gigancie podczas mistrzostw Europy juniorów w Jasnej.
W zawodach Pucharu Świata zadebiutował 8 grudnia 1973 roku w Val d’Isère, zajmując 46. miejsce w gigancie. Pierwsze pucharowe punkty wywalczył 16 grudnia tego samego roku w Saalbach, gdzie rywalizację w gigancie zakończył na dziewiątej pozycji. Blisko trzy miesiące później 2 marca 1974 roku w Voss po raz pierwszy stanął na podium zawodów tego cyklu, zajmując trzecie miejsce w gigancie. Wyprzedzili go tylko Włoch Gustav Thöni oraz Austriak Hansi Hinterseer. W sezonie 1973/1974 jeszcze trzykrotnie stawał na podium: 3 marca w Voss i 10 marca w Wysokich Tatrach był drugi w slalomie, a 9 marca 1974 roku w Wysokich Tatrach zajął drugie miejsce w gigancie. W klasyfikacji generalnej dało mu to dwunaste miejsce, a w klasyfikacjach slalomu i giganta był szósty. W lutym 1974 roku wystartował na mistrzostwach świata w Sankt Moritz, gdzie był dziewiąty w gigancie, a rywalizacji w slalomie nie ukończył.
Pierwsze zwycięstwo w zawodach PŚ odniósł 17 grudnia 1974 roku w Madonna di Campiglio, gdzie był najlepszy w slalomie. Łącznie dwanaście razy stawał na podium, w tym jeszcze czterokrotnie zwyciężał: 12 stycznia w Wengen wygrał kolejny slalom, a 23 lutego w Naeba, 2 marca w Garibaldi i 13 marca 1975 roku w Sun Valley był najlepszy w gigancie. W klasyfikacji generalnej sezonu 1974/1975 był tym razem drugi za Gustavem Thönim, a w klasyfikacjach slalomu i giganta zdobył pierwsze w karierze Małe Kryształowe Kule za końcowe zwycięstwo.
W trzech kolejnych sezonach Szwed zdominował rywalizację w Pucharze Świata, trzy razy z rzędu zdobywając Kryształową Kulę. W tym czasie 37 razy stawał na podium, odnosząc jednocześnie 23 zwycięstwa. W każdym z sezonów zwyciężał także w klasyfikacjach slalomu i giganta. Najlepsze wyniki osiągnął w sezonie 1976/1977, kiedy czternaście razy stawał na podium i dziesięciokrotnie zwyciężał. W 1976 roku wziął udział w igrzyskach olimpijskich w Innsbrucku, gdzie wywalczył brązowy medal w gigancie. W zawodach tych wyprzedzili go jedynie dwaj Szwajcarzy: Heini Hemmi i Ernst Good. Na tych samych igrzyskach wystąpił także w slalomie, w którym po pierwszym przejeździe zajmował dziewiąte miejsce. Nie ukończył jednak drugiego przejazdu i ostatecznie nie był klasyfikowany. Podczas rozgrywanych dwa lata później mistrzostw świata w Garmisch-Partenkirchen Stenmark wywalczył złote medale w slalomie i slalomie gigancie. W pierwszej z tych konkurencji pokonał drugiego Andreasa Wenzela z Liechtensteinu o ponad dwie sekundy. W slalomie zwyciężył z przewagą 0,66 sekundy nad Włochem Piero Grosem i 0,93 sekundy nad kolejnym reprezentantem Liechtensteinu, Paulem Frommeltem.
Także w sezonie 1978/1979 najczęściej stawał na podium oraz odniósł najwięcej zwycięstw spośród wszystkich startujących zawodników. Łącznie w tym sezonie zwyciężał aż trzynaście razy, tym samym bijąc rekord dwunastu zwycięstw w jednym sezonie, ustanowiony przez Francuza Jean-Claude'a Killy'ego w sezonie 1966/1967. Wynik Szweda nigdy nie został pobity, chociaż w sezonie 2000/2001 wyrównał go Austriak Hermann Maier. Jednakże zmiana w przepisach dotyczących ostatecznego triumfatora Pucharu Świata sprawiła, iż został sklasyfikowany dopiero na piątym miejscu. W sezonie tym zliczano wyniki trzech najlepszych startów z każdej konkurencji, Szwed nie mógł więc zdobyć czwartej z rzędu Kryształowej Kuli, bowiem nie startował w zjazdach ani kombinacji alpejskiej. Był za to zdecydowanie najlepszy w klasyfikacjach slalomu i giganta.
Od 1980 do 1984 roku w każdym z sezonów Pucharu Świata Szwed plasował się na drugiej pozycji w klasyfikacji generalnej. Najbliżej zwycięstwa był w sezonie 1979/1980, kiedy do pierwszego w klasyfikacji generalnej Andreasa Wenzela z Liechtensteinu stracił tylko cztery punkty. W sezonie 1980/1981 strata do najlepszego zawodnika, Phila Mahre z USA wyniosła sześć punktów. Mahre wyprzedził bezpośrednio Stenmarka także w sezonach 1981/1982 i 1982/1983, a w sezonie 1983/1984 o 26 punktów lepszy był Pirmin Zurbriggen ze Szwajcarii. W każdym z sezonów przynajmniej dziesięć razy plasował się w czołowej trójce zawodów, łącznie odnosząc 38 zwycięstw. Najczęściej na podium stawał w sezonie 1980/1981, kiedy dokonał tego aż dziewiętnaście razy. Więcej zwycięstw odniósł rok wcześniej, wygrywając jedenaście zawodów. W sezonach 1979/1980 i 1980/1981 zwyciężał w klasyfikacjach slalomu i giganta, co było odpowiednio szóstym i siódmy triumfem z rzędu w tych klasyfikacjach. Ponadto w sezonie 1981/1982 był drugi w obu klasyfikacjach, w sezonie 1982/1983 wygrał po raz ósmy klasyfikację slalomu i był drugi w gigancie, a w sezonie 1983/1984 wygrał po raz ósmy klasyfikację giganta był drugi w slalomie.
Kolejne medale wywalczył na igrzyskach olimpijskich w Lake Placid w 1980 roku, gdzie ponownie był najlepszy w slalomie i gigancie. Po pierwszym przejeździe slalomu zajmował czwarte miejsce, tracąc do prowadzącego Phila Mahre 0,58 sekundy. W drugim przejeździe był jednak wyraźniej najlepszy, zwyciężając ostatecznie z przewagą 0,50 s nad Philem Mahre i 0,80 s nad Jacquesem Lüthym ze Szwajcarii. W gigancie pierwszy przejazd ukończył na trzeciej pozycji o 0,32 s za prowadzącym Andreasem Wenzelem. Podobnie jak w slalomie w drugim przejeździe giganta osiągnął najlepszy czas, wyprzedzając pozostałych zawodników o blisko sekundę. Ostatecznie na podium wyprzedził Andreasa Wenzela i Austriaka Hansa Enna. Wywalczonych w Lake Placid tytułów nie mógł obronić na rozgrywanych cztery lata później igrzyskach w Sarajewie, ponieważ Międzynarodowy Komitet Olimpijski uznał go za profesjonalistę po tym, jak Szwed podpisał kontrakty sponsorskie z firmami, które nie były sponsorami reprezentacji narodowej. Z tego samego powodu na igrzyskach w 1984 roku nie wystartowała reprezentująca Liechtenstein Hanni Wenzel. Stenmark wystąpił za to na rozgrywanych w 1982 roku mistrzostwach świata w Schladming, zdobywając dwa medale. W slalomie był najlepszy wyprzedzając Bojana Križaja z Jugosławii oraz swego rodaka Bengta Fjällberga. W gigancie wywalczył tym razem srebrny medal, rozdzielając na podium Steve'a Mahre z USA i kolejnego reprezentanta Jugosławii, Borisa Strela. Do zwycięzcy Szwed stracił 0,51 sekundy.
Sezon 1984/1985 był pierwszym od dziesięciu lat sezonem, w którym Stenmark nie wygrał żadnych zawodów Pucharu Świata. Na podium znalazł się cztery razy: 4 stycznia w Bad Wiessee był trzeci w slalomie, 21 stycznia w Wengen i 16 lutego w Kranjskiej Gorze był drugi w tej konkurencji, a 10 marca 1985 roku zajął drugie miejsce w gigancie. Wyniki ten dały mu szóste miejsce w klasyfikacji generalnej, trzecie w klasyfikacji slalomu oraz dziesiąte w klasyfikacji giganta. Wśród slalomistów wyprzedzili go tylko Marc Girardelli z Luksemburga oraz Paul Frommelt. Z rozgrywanych w lutym 1985 roku mistrzostw świata w Bormio wrócił bez medalu. W slalomie zajął czwarte miejsce, przegrywając walkę o podium z Austriakiem Robertem Zollerem o 0,39 sekundy. Wystartował także w slalomie gigancie, jednak nie ukończył rywalizacji.
Ponownie na najwyższym stopniu podium stanął 15 grudnia 1985 roku w Alta Badia, gdzie w zawodach Pucharu Świata był najlepszy w gigancie. W kolejnych startach siedem razy stawał na podium odnosząc jeszcze trzy zwycięstwa: 25 stycznia w St. Anton am Arlberg wygrał slalom, a 27 lutego w Hemsedal i 18 marca 1986 roku w Lake Placid wygrywał giganta. W klasyfikacji generalnej był piąty, a w klasyfikacjach giganta i slalomu zajmował drugie miejsce. Wśród slalomistów lepszy był jedynie Rok Petrovič z Jugosławii, a w klasyfikacji giganta Szweda wyprzedził Szwajcar Joël Gaspoz. Podobne wyniki osiągał sezonie 1986/1987, który ukończył na szóstej pozycji w klasyfikacji generalnej. Na podium stawał pięciokrotnie, w tym odniósł dwa zwycięstwa: 29 listopada 1986 roku w Sestriere i 14 lutego 1987 roku w Markstein był najlepszy w slalomie. W klasyfikacji giganta był siódmy, a w klasyfikacji slalomu zajął drugie miejsce za Markusem Wasmeierem z RFN. Wystąpił na mistrzostwach świata w Crans-Montana w 1987 roku, jednak ponownie nie zdobył medalu. W slalomie był piąty, a rywalizację w gigancie zakończył na dziesiątym miejscu.
Najważniejszym punktem sezonu 1987/1988 były igrzyska olimpijskie w Calgary. Stenmark wystąpił najpierw w gigancie, zajmując po pierwszym przejeździe 30. miejsce. Drugiego przejazdu nie ukończył i ostatecznie nie był klasyfikowany. W slalomie uzyskał jedenasty czas pierwszego przejazdu i najlepszy czas drugiego. Wystarczyło to do zajęcia piątego miejsca; do brązowego medalisty, Paula Frommelta, stracił 0,38 sekundy. W zawodach pucharowych startował rzadko, przy czym raz stanął na podium: 29 listopada 1987 roku w Sestriere był drugi w gigancie. W klasyfikacji generalnej zajął ostatecznie 21. miejsce, a w klasyfikacji giganta był dziewiąty. Startował także w sezonie 1988/1989, który ukończył na siedemnastym miejscu. Wtedy też po raz ostatni stanął na podium, 19 lutego 1989 roku w Aspen zwyciężając w gigancie. Ostatni występ w zawodach Pucharu Świata zanotował 9 marca 1989 roku w Shiga Kōgen, gdzie w gigancie zajął czwartą pozycję. W klasyfikacji giganta był czwarty. Brał również udział w mistrzostwach świata w Vail w 1989 roku, gdzie w gigancie był szósty, a zawodów slalomowych nie ukończył. W 1989 roku zakończył karierę.
W latach 1977–1979 Stenmark otrzymywał nagrodę Skieur d’Or, przyznawaną przez Międzynarodowe Stowarzyszenie Dziennikarzy Narciarskich. W latach 1978–1980 był wybierany sportowcem roku w Szwecji, a w ankiecie w 1999 roku wybrano go szwedzkim sportowcem stulecia. W latach 1975 i 1978 otrzymywał nagrodę Svenska Dagbladets guldmedalj. Ponadto w 1979 roku otrzymał Medal Holmenkollen wspólnie z dwójką biegaczy narciarskich: reprezentującą ZSRR Raisą Smietaniną i Norwegiem Erikiem Håkerem.
W 1984 roku wziął ślub z Ann Uvhagen, z którą ma córkę.
Po zakończeniu kariery pracował między innymi dla słoweńskiej firmy Elan, produkującej sprzęt narciarski.
W 2004 roku przeżył trzęsienie ziemi na Oceanie Indyjskim i wywołaną nim falę tsunami, która pochłonęła ponad 200 tysięcy ofiar.

## Osiągnięcia

### Igrzyska olimpijskie
| Miejsce | Dzień     | Rok  | Miejscowość | Konkurencja | Czas biegu | Strata | Zwycięzca     |
| ------- | --------- | ---- | ----------- | ----------- | ---------- | ------ | ------------- |
| 3.      | 10 lutego | 1976 | Innsbruck   | Gigant      | 3:26,97    | +0,44  | Heini Hemmi   |
| DNF     | 14 lutego | 1976 | Innsbruck   | Slalom      | 2:03,29    | –      | Piero Gros    |
| 1.      | 19 lutego | 1980 | Lake Placid | Gigant      | 2:40,74    | –      | –             |
| 1.      | 22 lutego | 1980 | Lake Placid | Slalom      | 1:44,26    | –      | –             |
| DNF     | 25 lutego | 1988 | Calgary     | Gigant      | 2:06,37    | –      | Alberto Tomba |
| 5.      | 27 lutego | 1988 | Calgary     | Slalom      | 1:39.47    | +0,75  | Alberto Tomba |

### Mistrzostwa świata
| Miejsce | Dzień     | Rok  | Miejscowość            | Konkurencja | Czas biegu | Strata | Zwycięzca         |
| ------- | --------- | ---- | ---------------------- | ----------- | ---------- | ------ | ----------------- |
| 9.      | 5 lutego  | 1974 | Sankt Moritz           | Gigant      | 3:07,92    | +5,59  | Gustav Thöni      |
| DNF     | 10 lutego | 1974 | Sankt Moritz           | Slalom      | 1:49,98    | –      | Gustav Thöni      |
| 3.      | 10 lutego | 1976 | Innsbruck              | Gigant      | 3:26,97    | +0,44  | Heini Hemmi       |
| DNF     | 14 lutego | 1976 | Innsbruck              | Slalom      | 2:03,29    | –      | Piero Gros        |
| 1.      | 2 lutego  | 1978 | Garmisch-Partenkirchen | Gigant      | 3:02,52    | –      | –                 |
| 1.      | 5 lutego  | 1978 | Garmisch-Partenkirchen | Slalom      | 1:39,54    | –      | –                 |
| 1.      | 19 lutego | 1980 | Lake Placid            | Gigant      | 2:40,74    | –      | –                 |
| 1.      | 22 lutego | 1980 | Lake Placid            | Slalom      | 1:44,26    | –      | –                 |
| 2.      | 3 lutego  | 1982 | Schladming             | Gigant      | 2:38,80    | +0,51  | Steve Mahre       |
| 1.      | 7 lutego  | 1982 | Schladming             | Slalom      | 1:48,48    | –      | –                 |
| DNF2    | 7 lutego  | 1985 | Bormio                 | Gigant      | 2:28,90    | –      | Markus Wasmeier   |
| 4.      | 10 lutego | 1985 | Bormio                 | Slalom      | 1:38,82    | +0,92  | Jonas Nilsson     |
| 10.     | 4 lutego  | 1987 | Crans-Montana          | Gigant      | 2:32,38    | +2,31  | Pirmin Zurbriggen |
| 5.      | 8 lutego  | 1987 | Crans-Montana          | Slalom      | 1:54,63    | +0,97  | Frank Wörndl      |
| 6.      | 9 lutego  | 1989 | Vail                   | Gigant      | 2:37,66    | +2,19  | Rudolf Nierlich   |
| DNF     | 12 lutego | 1989 | Vail                   | Slalom      | 2:02,85    | –      | Rudolf Nierlich   |

### Puchar Świata

#### Miejsca w klasyfikacji generalnej
- sezon 1973/1974: 12.
- sezon 1974/1975: 2.
- sezon 1975/1976: 1.
- sezon 1976/1977: 1.
- sezon 1977/1978: 1.
- sezon 1978/1979: 5.
- sezon 1979/1980: 2.
- sezon 1980/1981: 2.
- sezon 1981/1982: 2.
- sezon 1982/1983: 2.
- sezon 1983/1984: 2.
- sezon 1984/1985: 6.
- sezon 1985/1986: 5.
- sezon 1986/1987: 6.
- sezon 1987/1988: 21.
- sezon 1988/1989: 17.

#### Zwycięstwa w zawodach
1. Madonna di Campiglio – 17 grudnia 1974 – slalom
2. Wengen – 12 stycznia 1975 – slalom
3. Naeba – 23 lutego 1975 – slalom gigant
4. Garibaldi – 2 marca 1975 – slalom gigant
5. Sun Valley – 13 marca 1975 – slalom gigant
6. Vipiteno – 15 grudnia 1975 – slalom
7. Wengen – 11 stycznia 1976 – slalom
8. Kitzbühel – 24 stycznia 1976 – slalom
9. Zwiesel – 27 stycznia 1976 – slalom gigant
10. Copper Mountain – 7 marca 1976 – slalom
11. Aspen – 14 marca 1976 – slalom
12. Laax – 3 stycznia 1977 – slalom
13. Berchtesgaden – 10 stycznia 1977 – slalom
14. Kitzbühel – 16 stycznia 1977 – slalom
15. Wengen – 23 stycznia 1977 – slalom
16. St. Anton am Arlberg – 6 lutego 1977 – slalom
17. Sun Valley – 6 marca 1977 – slalom gigant
18. Voss – 18 marca 1977 – slalom
19. Åre – 20 marca 1977 – slalom
20. Åre – 21 marca 1977 – slalom gigant
21. Sierra Nevada – 25 marca 1977 – slalom gigant
22. Val d’Isère – 10 grudnia 1977 – slalom gigant
23. Madonna di Campiglio – 13 grudnia 1977 – slalom
24. Madonna di Campiglio – 14 grudnia 1977 – slalom gigant
25. Oberstaufen – 5 stycznia 1978 – slalom
26. Zwiesel – 8 stycznia 1978 – slalom gigant
27. Zwiesel – 9 stycznia 1978 – slalom
28. Arosa – 18 marca 1978 – slalom gigant
29. Schladming – 9 grudnia 1978 – slalom gigant
30. Kranjska Gora – 21 grudnia 1978 – slalom
31. Kranjska Gora – 22 grudnia 1978 – slalom gigant
32. Courchevel – 7 stycznia 1979 – slalom gigant
33. Adelboden – 16 stycznia 1979 – slalom gigant
34. Steinach am Brenner – 23 stycznia 1979 – slalom gigant
35. Jasná – 4 lutego 1979 – slalom gigant
36. Åre – 10 lutego 1979 – slalom gigant
37. Åre – 11 lutego 1979 – slalom
38. Lake Placid – 4 marca 1979 – slalom gigant
39. Heavenly Valley – 12 marca 1979 – slalom gigant
40. Furano – 17 marca 1979 – slalom
41. Furano – 19 marca 1979 – slalom gigant
42. Val d’Isère – 8 grudnia 1979 – slalom gigant
43. Madonna di Campiglio – 11 grudnia 1979 – slalom
44. Madonna di Campiglio – 12 grudnia 1979 – slalom gigant
45. Adelboden – 21 stycznia 1980 – slalom gigant
46. Chamonix – 27 stycznia 1980 – slalom
47. Waterville Valley – 27 lutego 1980 – slalom
48. Mont-Sainte-Anne – 1 marca 1980 – slalom gigant
49. Cortina d’Ampezzo – 10 marca 1980 – slalom
50. Cortina d’Ampezzo – 11 marca 1980 – slalom gigant
51. Saalbach – 13 marca 1980 – slalom gigant
52. Saalbach – 15 marca 1980 – slalom
53. Madonna di Campiglio – 9 grudnia 1980 – slalom
54. Madonna di Campiglio – 10 grudnia 1980 – slalom gigant
55. Morzine – 6 stycznia 1981 – slalom gigant
56. Kitzbühel – 18 stycznia 1981 – slalom
57. Adelboden – 26 stycznia 1981 – slalom specjalny
58. St. Anton am Arlberg – 1 lutego 1981 – slalom
59. Schladming – 2 lutego 1981 – slalom gigant
60. Oslo – 8 lutego 1981 – slalom
61. Voss – 11 lutego 1981 – slalom gigant
62. Åre – 14 lutego 1981 – slalom gigant
63. Morzine – 9 stycznia 1982 – slalom gigant
64. Bad Wiessee – 12 stycznia 1982 – slalom
65. Kitzbühel – 17 stycznia 1982 – slalom
66. Adelboden – 19 stycznia 1982 – slalom gigant
67. Kirchberg in Tirol – 9 lutego 1982 – slalom gigant
68. Courmayeur – 14 grudnia 1982 – slalom
69. Kitzbühel – 23 stycznia 1983 – slalom
70. Markstein – 11 lutego 1983 – slalom
71. Todtnau – 13 lutego 1983 – slalom gigant
72. Gällivare – 26 lutego 1983 – slalom gigant
73. Courmayeur – 13 grudnia 1983 – slalom
74. Madonna di Campiglio – 20 grudnia 1983 – slalom
75. Adelboden – 10 stycznia 1984 – slalom gigant
76. Parpan – 17 stycznia 1984 – slalom
77. Kirchberg in Tirol – 23 stycznia 1984 – slalom gigant
78. Borowec – 4 lutego 1984 – slalom gigant
79. Vail – 7 marca 1984 – slalom gigant
80. Alta Badia – 15 grudnia 1985 – slalom gigant
81. St. Anton am Arlberg – 25 stycznia 1986 – slalom
82. Hemsedal – 27 lutego 1986 – slalom gigant
83. Lake Placid – 18 marca 1986 – slalom gigant
84. Sestriere – 29 listopada 1986 – slalom
85. Markstein – 14 lutego 1987 – slalom
86. Aspen – 19 lutego 1989 – slalom gigant

- 86 zwycięstw (46 w slalomie gigancie i 40 w slalomie)

#### Pozostałe miejsca na podium
1. Voss – 2 marca 1974 (gigant) – 3. miejsce
2. Voss – 3 marca 1974 (slalom) – 2. miejsce
3. Vysoké Tatry – 9 marca 1974 (gigant) – 2. miejsce
4. Vysoké Tatry – 10 marca 1974 (slalom) – 2. miejsce
5. Val d’Isère – 5 grudnia 1974 (gigant) – 2. miejsce
6. Kitzbühel – 19 stycznia 1975 (slalom) – 2. miejsce
7. Fulpmes – 21 stycznia 1975 (gigant) – 2. miejsce
8. Chamonix – 30 stycznia 1975 (slalom) – 2. miejsce
9. Naeba – 21 lutego 1975 (slalom) – 2. miejsce
10. Sun Valley – 15 marca 1975 (slalom) – 3. miejsce
11. Val Gardena – 23 marca 1975 (slalom równoległy) – 2. miejsce
12. Val d’Isère – 5 grudnia 1975 (gigant) – 2. miejsce
13. Schladming – 21 grudnia 1975 (slalom) – 2. miejsce
14. Garmisch-Partenkirchen – 5 stycznia 1976 (slalom) – 3. miejsce
15. Adelboden – 12 stycznia 1976 (gigant) – 2. miejsce
16. Morzine – 18 stycznia 1976 (gigant) – 3. miejsce
17. Val d’Isère – 10 grudnia 1976 (gigant) – 2. miejsce
18. Adelboden – 24 stycznia 1977 (gigant) – 2. miejsce
19. Furano – 27 lutego 1977 (slalom) – 2. miejsce
20. Sun Valley – 5 marca 1977 (slalom) – 2. miejsce
21. Adelboden – 17 stycznia 1978 (gigant) – 2. miejsce
22. Chamonix – 12 lutego 1978 (slalom) – 2. miejsce
23. Stratton Mountain – 3 marca 1978 (gigant) – 3. miejsce
24. Stratton Mountain – 4 marca 1978 (slalom) – 2. miejsce
25. Waterville Valley – 6 marca 1978 (gigant) – 3. miejsce
26. Crans-Montana – 15 stycznia 1979 (slalom) – 3. miejsce
27. Kitzbühel – 21 stycznia 1979 (slalom) – 2. miejsce
28. Jasná – 5 lutego 1979 (slalom) – 3. miejsce
29. Oslo – 7 lutego 1979 (slalom) – 2. miejsce
30. Lenggries – 8 stycznia 1980 (slalom) – 3. miejsce
31. Wengen – 20 stycznia 1980 (slalom) – 2. miejsce
32. Oberstaufen – 8 marca 1980 (gigant) – 3. miejsce
33. Oberstaufen – 13 stycznia 1981 (slalom) – 2. miejsce
34. Oberstaufen – 17 stycznia 1981 (kombinacja) – 3. miejsce
35. Wengen – 25 stycznia 1981 (slalom) – 3. miejsce
36. Åre – 15 lutego 1981 (slalom) – 2. miejsce
37. Aspen – 7 marca 1981 (gigant) – 2. miejsce
38. Furano – 14 marca 1981 (gigant) – 3. miejsce
39. Furano – 15 marca 1981 (slalom) – 3. miejsce
40. Borowec – 24 marca 1981 (gigant) – 2. miejsce
41. Laax – 28 marca 1981 (gigant) – 3. miejsce
42. Aprica – 8 grudnia 1981 (gigant) – 3. miejsce
43. Madonna di Campiglio – 9 grudnia 1981 (slalom) – 2. miejsce
44. Cortina d’Ampezzo – 14 grudnia 1981 (slalom) – 3. miejsce
45. Wengen – 24 stycznia 1982 (slalom) – 2. miejsce
46. Jasná – 14 marca 1982 (slalom) – 2. miejsce
47. Kranjska Gora – 20 marca 1982 (slalom) – 2. miejsce
48. Montgenèvre – 26 marca 1982 (slalom) – 2. miejsce
49. Madonna di Campiglio – 21 grudnia 1982 (slalom) – 2. miejsce
50. Kranjska Gora – 29 stycznia 1983 (gigant) – 3. miejsce
51. Gällivare – 27 lutego 1983 (slalom) – 3. miejsce
52. Aspen – 7 marca 1983 (gigant) – 3. miejsce
53. Vail – 8 marca 1983 (gigant) – 2. miejsce
54. Furano – 19 marca 1983 (gigant) – 3. miejsce
55. Borowec – 5 lutego 1984 (slalom) – 2. miejsce
56. Åre – 17 marca 1984 (gigant) – 3. miejsce
57. Oslo – 24 marca 1984 (slalom) – 2. miejsce
58. Bad Wiessee – 4 stycznia 1985 (slalom) – 3. miejsce
59. Wengen – 21 stycznia 1985 (slalom) – 2. miejsce
60. Kranjska Gora – 16 lutego 1985 (slalom) – 2. miejsce
61. Aspen – 10 marca 1985 (gigant) – 2. miejsce
62. Kitzbühel – 19 stycznia 1986 (slalom) – 2. miejsce
63. Parpan – 21 stycznia 1986 (slalom) – 2. miejsce
64. Oslo – 25 lutego 1986 (slalom) – 2. miejsce
65. Heavenly Valley – 11 marca 1986 (slalom) – 3. miejsce
66. Madonna di Campiglio – 16 grudnia 1986 (slalom) – 2. miejsce
67. Kranjska Gora – 20 grudnia 1986 (slalom) – 3. miejsce
68. Adelboden – 20 stycznia 1987 (gigant) – 3. miejsce
69. Madonna di Campiglio – 29 listopada 1987 (gigant) – 2. miejsce

- 43 drugie miejsca i 26 trzecich miejsc.